# Ana Antonijević
Ana Antonijević (ur. 26 sierpnia 1987 w Užicach) – serbska siatkarka, reprezentantka kraju, grająca na pozycji rozgrywającej.

## Sukcesy klubowe
Puchar Serbii i Czarnogóry:
- 2003

Mistrzostwo Serbii i Czarnogóry:
- 2005
- 2004, 2006

Mistrzostwo Serbii:
- 2009
- 2007
- 2022[1]

Superpuchar Szwajcarii:
- 2007, 2014, 2015, 2017

Puchar Szwajcarii:
- 2008, 2015, 2016, 2018

Mistrzostwo Szwajcarii:
- 2008, 2015, 2016, 2018

Puchar Serbii:
- 2009

Liga Mistrzyń:
- 2012
- 2010

Puchar Francji:
- 2010, 2011, 2012, 2013

Mistrzostwo Francji:
- 2010, 2011, 2012, 2013

Klubowe Mistrzostwa Świata:
- 2015, 2017

Puchar Rumunii:
- 2017, 2021

Mistrzostwo Rumunii:
- 2017
- 2021

Mistrzostwo Turcji:
- 2019

Puchar Challenge:
- 2021

## Sukcesy reprezentacyjne
Mistrzostwa Europy Juniorek:
- 2004

Mistrzostwa Świata Juniorek:
- 2005

Letnia Uniwersjada:
- 2007, 2009

Liga Europejska:
- 2011

Grand Prix:
- 2011, 2017

Mistrzostwa Europy:
- 2011